# Florian Kirchner
Florian Kirchner (* 23. September 1986) ist ein ehemaliger deutscher Handballspieler.
Kirchner, der bis 2013 für den deutschen Handballverein HSC 2000 Coburg spielte, wurde meistens als Rechtsaußen eingesetzt.
| Personendaten    | Personendaten             |
| ---------------- | ------------------------- |
| NAME             | Kirchner, Florian         |
| KURZBESCHREIBUNG | deutscher Handballspieler |
| GEBURTSDATUM     | 23. September 1986        |